# Øvre og Nedre Egypten
På faraonernes tid var Det gamle Egypten delt i Øvre og Nedre Egypten. Skillelinjen mellem de to gik lidt syd for nutidens Cairo. Den nordlige del, med deltaet, var Nedre Egypten, mens den sydlige del, indtil Aswan, var Øvre Egypten.
| Egyptens historie | Spire Denne artikel om Egyptens historie er en spire som bør udbygges. Du er velkommen til at hjælpe Wikipedia ved at udvide den. |